# Seznam největších víceúčelových sportovních hal v Česku podle kapacity
Následující tabulka řadí víceúčelové sportovní haly na území Česka podle jejich kapacity. Pořadí je v prvním sloupci, ve druhém název haly, třetí značí tým zde hrající, ve čtvrtém sloupci je kapacita diváků, v pátém sloupci je počet míst sezení z celkového počtu a v posledním jiný celkový údaj o kapacitě.  
Seznam je neúplný, obsahuje haly zejména týmů hrajících nejvyšší soutěž ve svém daném sportu. Jsou zde zahrnuty haly s kapacitou alespoň 500. Údaje jsou aktuální k datu 1. prosince 2023 (některé byly doplněny i později).
V seznamu nejsou obsaženy hokejové stadiony, které také bývají často označovány, jako „sportovní hala“, ty jsou obsaženy v seznamu největších hokejových stadionů v Česku podle kapacity.
| Pořadí | Název haly (přezdívka)              | Město            | Mužstvo (sport)                                                                       | Kapacita | K sezení | Otevření (poslední rekonstrukce) |
| ------ | ----------------------------------- | ---------------- | ------------------------------------------------------------------------------------- | -------- | -------- | -------------------------------- |
| 1      | Hala Opava                          | Opava            | BK Opava (basketbal)                                                                  | 3 006    | 3 006    | 2003                             |
| 2      | Sportovní hala Univerzity Palackého | Olomouc          | VK UP Olomouc (volejbal)                                                              | 3 000    | 3 000    |                                  |
| 3      | Sportovní hala Vodova               | Brno             | Basket Brno, KP Brno, Basketball Brno (basketbal), Bulldogs Brno (florbal)            | 2 900    | 2 900    | 1975                             |
| 4      | Sportovní hala Královka             | Praha            | ZVVZ USK Praha (basketbal)                                                            | 2 500    | 2 192    | 1965 (2014)                      |
| 5      | Sportovní hala Stromovka            | České Budějovice | VK Jihostroj České Budějovice (volejbal)                                              | 2 500    |          |                                  |
| 6      | Městská sportovní hala Chomutov     | Chomutov         | Florbal Chomutov (florbal), Levharti Chomutov (basketbal), FK Baník Chomutov (futsal) | 2 000    | 700      | 2019                             |
| 7      | Bonver arena (hala Tatran)          | Ostrava          | SBŠ Ostrava, NH Ostrava (basketbal)                                                   | 1 700    |          | 1953                             |
| 8      | Sportovní hala TJ Lokomotiva Plzeň  | Plzeň            | SK Interobal Plzeň (futsal)                                                           | 1 500    | 950      |                                  |
| 9      | UNYP Arena                          | Praha            | AC Spata Praha (florbal a futsal), FBŠ Bohemians (florbal), VK Lvi Praha (volejbal)   | 1 300    | 1 300    | 2008                             |
| 10     | Sportcentrum Nymburk                | Nymburk          | BK Nymburk (basketbal)                                                                | 1 275    | 1 275    |                                  |
| 11     | SH Dukla Liberec                    | Liberec          | FBC Liberec (florbal), VK Dukla Liberec (volejbal)                                    | 1 200    | 1 200    |                                  |
| 12     | Sportovní Centrum Sluneta (Sluneta) | Ústí nad Labem   | Florbal Ústí (florbal) Sluneta Ústí nad Labem (basketbal)                             | 1 200    | 1 000    |                                  |
| 13     | Sportovní hala České Budějovice     | České Budějovice | FBC Štíři Č. Budějovice (florbal)                                                     | 1 200    | 990      |                                  |
| 14     | Armex Sportcentrum                  | Děčín            | BK Armex Děčín (basketbal)                                                            | 1 200    |          | 2004                             |
| 15     | SH SK Slavia Praha (Eden)           | Praha            | DHC Slavia Praha (házená) SK Slavia Praha (futsal)                                    | 1 060    | 900      |                                  |
| 16     | MSH Mladá Boleslav                  | Mladá Boleslav   | Florbal MB (florbal)                                                                  | 900      | 600      |                                  |
| 17     | Sportovní hala STARS Třinec (STARS) | Třinec           | FBC Třinec (florbal)                                                                  | 900      | 429      | 1976 (2014)                      |
| 18     | HMS Karlovy Vary                    | Karlovy Vary     | VK Karlovarsko (volejbal), FB Hurrican Karlovy Vary (florbal)                         | 800      | 560      |                                  |
| 19     | Sportovní hala Města Teplice        | Teplice          | Svarog FC Teplice (futsal)                                                            | 850      |          |                                  |
| 20     | Sportovní hala Chrudim              | Chrudim          | FK Chrudim (futsal)                                                                   | 720      |          |                                  |
| 21     | Sport Centrum Dubina                | Ostrava          | 1. SC Vítkovice (florbal)                                                             | 666      | 500      | 2006 (2024)                      |
| 22     | SH SAREZA Ostrava                   | Ostrava          | VK Ostrava (volejbal)                                                                 | 650      | 570      |                                  |
| 23     | Geosan Arena (hala Spojů)           | Kolín            | BC Geosan Kolín (basketbal)                                                           | 610      |          |                                  |
| 24     | Hala Sokol Hradec Králové           | Hradec Králové   | Sokol Hradec Králové                                                                  | 600      |          |                                  |
| 25     | Sportovní hala Dašická              | Pardubice        | BK KVIS Pardubice (basketbal), Sokoli Pardubice (florbal)                             | 585      | 514      |                                  |
| 26     | ČPP Arena                           | Ostrava          | FBC Ostrava (florbal)                                                                 | 500      | 450      | 2013                             |
| 27     | Sportovní Centrum Řepy              | Praha            | Tatran Střešovice (florbal)                                                           | 500      | 400      |                                  |